# Cornelis sjunger Bellman och Forssell
Cornelis sjunger Bellman och Forssell är ett samlingsalbum av Cornelis Vreeswijk utgivet 1990. De två originalalbumen Spring mot Ulla, spring! Cornelis sjunger Bellman (spår 1–13) och Visor, svarta och röda, Cornelis Vreeswijk sjunger Lars Forssell (spår 14–25) är sammanförda på denna CD.

## Låtlista
Sångerna på spår 1–13 är skrivna av Carl Michael Bellman.
1. Fredmans epistel nr 43 (Värm mer öl och bröd) – 2:51
2. Fredmans epistel nr 67 (Fader Movitz, bror) – 2:37
3. Fredmans epistel nr 40 (Ge rum i bröllopsgåln) – 2:32
4. Fredmans epistel nr 36 (Vår Ulla låg i sängen och sov) – 2:44
5. Fredmans epistel nr 72 (Glimmande nymf) – 4:10
6. Fredmans epistel nr 68 (Movitz, i afton står baln) – 2:36
7. Fredmans epistel nr 28 (I går såg jag ditt barn, min Fröja) – 3:22
8. Fredmans epistel nr 48 (Solen glimmar blank och trind) – 3:45
9. Fredmans epistel nr 7 (Fram med basfiolen) – 2:35
10. Fredmans epistel nr 81 (Märk hur vår skugga, märk Movitz mon frère) – 4:40
11. Fredmans epistel nr 24 (Kära syster, mig nu lyster) – 2:59
12. Fredmans epistel nr 27 (Gubben är gammal urverket dras) – 2:37
13. Fredmans epistel nr 71 (Ulla, min Ulla, säj får jag dig bjuda) – 3:58
14. Staffan var en stalledräng (trad/Lars Forssell) – 3:00
15. Helena (Tucker Zimmerman/Lars Forssell) – 3:21
16. Desertören (Boris Vian/Lars Forssell) – 2:40
17. Till herr Andersson (Cornelis Vreeswijk/Lars Forssell) – 3:18
18. Djävulens sång (Georges Brassens/Lars Forssell) – 2:21
19. Ulla Winblad (Pierre Ström/Lars Forssell) – 1:36
20. Menuett på Haga (Charles Trenet/Lars Forssell) – 3:03
21. Jack Uppskäraren (Kjell Andersson/Cornelis Vreeswijk) – 3:29
22. Jenny Jansson (trad/Lars Forssell) – 2:22 (Duett med Monica Törnell)
23. The Establishment (Cornelis Vreeswijk/Lars Forssell) – 2:23
24. Avanti popolo (trad/Lars Forssell) – 1:57
25. Vaggvisa för Bim, Cornelis och alla andra människor på jorden (Kjell Andersson/Cornelis Vreeswijk) – 2:44